# Rosses
Rosses (en francès Rousses) és un municipi del departament francès del Losera, a la regió d'Occitània.